# Стойчевци
Стойчевци е село в Северна България. То се намира в община Елена, област Велико Търново. Стойчевци е разположено в землището на село Яковци. Село Стойчевци се намира в планински район.
1. ↑  www.grao.bg